# Perissus glaucinus
Perissus glaucinus là một loài bọ cánh cứng trong họ Cerambycidae.